# Gábor cigányok

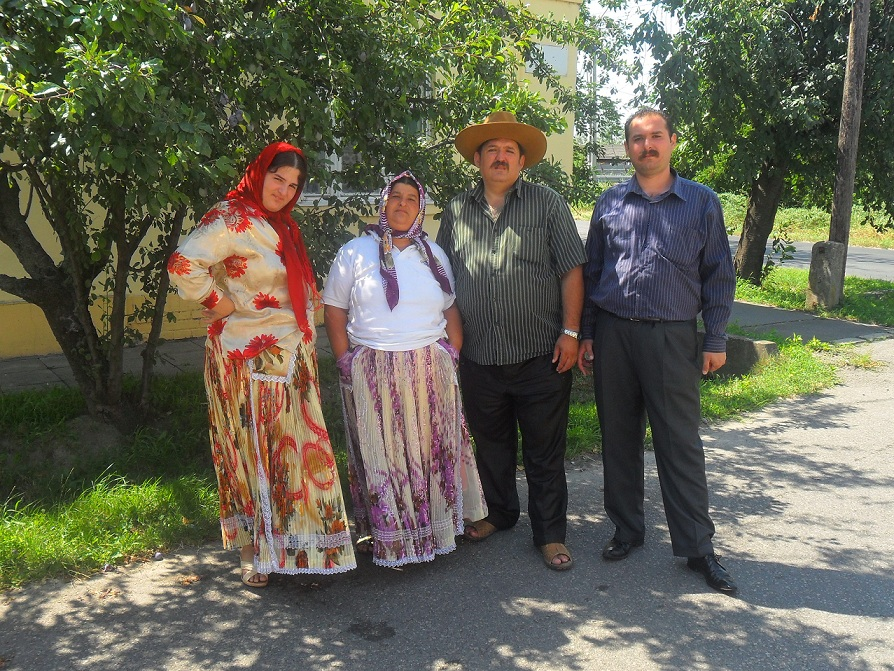
Gábor cigányok

A gábor cigányok, vagy kalapos gáborok vagy röviden gáborok, romániai cigány – főleg Erdélyben – honos csoport. Jellegzetességük a férfiak által hordott nagy, széles karimájú, fekete kalap, illetve a hatalmas bajuszuk, valamint a nők által hordott színes népviselet. Cigányul, románul és többnyire magyarul is beszélnek, de különállásukat szigorúan őrzik, és jellemzően nem házasodnak sem máshova tartozó cigányokkal, sem magyarokkal vagy románokkal.
Erdélyben sok helyen kétféle cigány népesség él együtt, de a két népesség teljesen különbözik egymástól. Az egyik az, akit a falu közössége „házi cigányként” tart számon, a másik pedig a jómódú, hagyományőrző cigányok, közülük az egyik ág a „gáborok” nemzetsége. A házi cigányok közül sokan már rég elfelejtették a cigány kultúrát, gyökereiktől elszakított-megfosztott emberek ők, akik jelentős része már a cigány nyelvet sem beszéli.
A gáborok általában jómódúak. Főképp Marosvásárhelyen és környékén, illetve más erdélyi és partiumi nagy városokban és környékükön élnek. Nagyon szigorúan ragaszkodnak nyelvükhöz és hagyományaikhoz.

## Eredetük
Egyes források szerint a gáborok az eredetileg havasalföldi cigányok kelderás (căldărari vagy căldăraşi)  törzséhez tartoznak. Ezt igazolja a nyelvük, amelyik a kelderás dialektushoz áll közel, és a szakirodalom is az „oláh cigány” kelderás törzshöz sorolja őket. Azonban magukat egy különálló cigány törzsnek tekintik és gábor cigányokként nevezik. 

## Nyelvük
A magyarországi nyelvészeti csoportosítás szerint az oláhcigányok kalderás – azaz rézműves – törzséhez tartoznak. 
Nyelvükbe sok szót átvettek a románból, a magyarból és más környező népek szókincséből is.
Az MTA Nyelvtudományi Intézet munkatársaiként Szalai Andrea és Berta Péter végeztek kutatásokat a karácsonyfalvi cigányok nyelvhasználatával kapcsolatban. Megállapításuk szerint az a románi változat, melyet e gábor közösség beszél, a cigány nyelv egyik oláhcigány nyelvjárása. 

## Nevük
Nevük belső név, ők maguk is használják önelnevezésként. „Már ötszáz éve, hogy volt egy Gábor Pici, akinek volt négy fia […]” – mesélte egy marosvásárhelyi gábor cigány, ennél többet azonban napjainkban sem tudunk biztosan. A marosvásárhelyi gáborok feleségeit „máriskóknak” is hívják.

## Életmódjuk, szokásaik

Cigánypaloták Erdélyben, Aranyosgyéres határában

Eredeti, egyik régi foglalkozásuk az üstkészítés volt. Tipikus foglalkozásuk a tetőfedés és egyéb bádogosmunkák a 20. század második feléig.
A kommunista rezsimek bukása környékén is átjártak Magyarországra, ekkor már sokan kereskedtek, főleg a nagyobb, keleti városok (Szeged, Debrecen, Békéscsaba) vásárait látogatták.
Napjainkban a többségük kereskedelemmel, illetve ereszcsatornázással foglalkozik, illetve egyesek színesfém-csempészettel is. Az erdélyi lakosság szerint a román kormány félig-meddig elnézi a gáborok színesfém-üzelmeit, azzal az indokkal, hogy ezáltal ők tulajdonképpen az állam nemesfémvagyonát növelik.
Manapság szinte egész Európában kereskednek (gyakran feketén). Bár sokat utaznak, szoros kapcsolatot tartanak közösségeikkel, jelentős társadalmi eseményeikre hazatérnek. Az esküvőket általában télen tartják, mert ilyenkor térnek haza legtöbben az utazók közül.
Csak azt tekintik gábornak, akinek a szülei, rokonai és házastársa is gábor. Megismerik egymást, amiben jelentős segítséget jelentenek sajátos öltözködési szokásaik. Berta Péter tanulmánya szerint az ezüst presztízstárgyak gyűjtését, valamint a használati funkció nélkül épített, fémlemezekkel fedett erdélyi villáikat is etnikai önazonosságuk gyakorlásának tekintik.
A gáborok extrém módon hagyományőrzők (hasonlóan, mint a haszid zsidók), a férfiak gyakran feketében járnak, széles karimájú kalapjuk, nagy bajszuk és óraláncuk van. Nagyon sokan viselik közülük a Gábor családnevet vagy annak valamilyen változatát és maguk közt cigány nyelvjárást beszélnek.
Az úgynevezett szlovák gaburik cigányok Borsodban élnek, ők nem állnak rokonságban és kapcsolatban a gábor cigányokkal.[forrás?]

### Öltözködési szokások
Viseletüket ősi eredetűnek tartják és büszkék rá, hogy „régi szokásaik közül a rosszakról lemondtak”, a viseletet azonban megtartották.

#### A férfiak
Feljegyzett szokásaik szerint a széles karimájú kalapon kívül a férfiak viseletéhez tartozik a bő fekete nadrág és a fekete zakó is (alatta ing). Nagyon gyakori a bajusz és a barkó (pajesz). Az idősebbek gyakran viselnek ezüstgombos, apáról fiúra szálló lájbit (mellényt) és néha ezüst zsebórát. Leggyakrabban zárt, fekete lakkcipőt hordanak. Viseletük egyesek szerint régebbi korok magyar viseletének emlékeit őrzi.
A kalap általában fekete, de van, hogy barna, esetleg néha szürkés vagy drappos. Nem öröklődik, mint a lájbi vagy mint az ezüsttárgyak. A fiúk tízéves koruk körül kapják meg első kalapjukat.
Marosvásárhelyi adatközlő[forrás?] szerint a jellegzetes kalapot a zsidóktól vették át, ahogy az üzletelést is, ezért azt zsidókalapnak is nevezik.

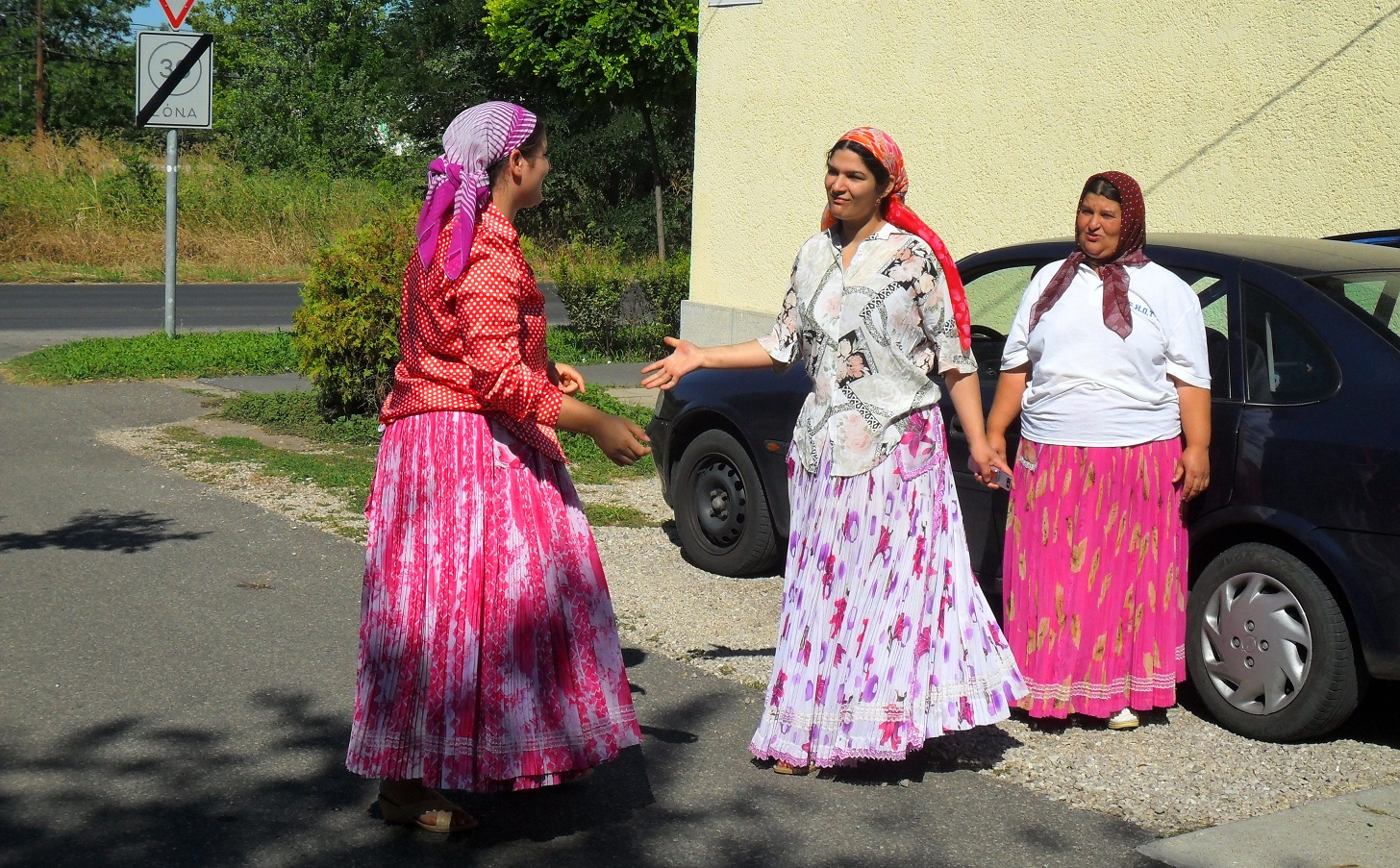
Gábor cigány asszonyok hétköznapi viseletükben

#### A nők
A marosvásárhelyiek közt feljegyzett szokások szerint a nők feketét csak akkor viselnek, ha gyászolnak, egyébként a viseletük rakott, színes selyemszoknya, színes, mintás blúz, a szoknyával egyező mintájú rakott kötény. Az asszonyok fejkendőt is viselnek. A kislányok földig érő hajába piros szalagot fonnak be. Ők 9-10 éves korukig egészen más ruhában is járhatnak, mint a felnőtt asszonyok, ettől a kortól kezdve azonban már elvárják tőlük a felnőtt viseletet.
A szoknya alapszíne 24-25 éves korig világos (fehér, drapp, piros), 25 és 60 éves koruk között ezeken kívül viselhetnek zöldes és lilás szoknyát is. Kék és barna színű szoknyát az idősebbek viselnek.
A marosvásárhelyiek közlése szerint egy jómódú, de nem túl gazdag gábor asszonynak 8-10 rend ruhája van, aminek a nagyobb részét kelengyeként kapja. A marosvásárhelyi adventista gábor asszonyok szombaton a templomba kissé megváltoztatott viselettel mennek: fejkendőjüket elöl kötik meg, nem hátul, és sokan a színes blúz helyett fehéret vesznek fel.
A nők híresen ápoltak és tiszták, az öltözködésüket nagy gonddal végzik, ellenben a férfiak ruházatával, ami néha kopottas és kevésbé tiszta.

## A politikában
Politizálásukra nincs sok adat, érdekes adalék a 2002-ben történt eset: Temes megyében kalaposok a Demokrata Párt elnökét, Traian Băsescut, kétmillió roma támogatásáról biztosították volna, egy helyi roma vezető azonban ezt részben arra hivatkozva nevezte képtelenségnek, hogy „a kalapos gáborok soha nem voksoltak a Szociáldemokrata Pártra vagy más politikai alakulatra, mindig az RMDSZ (magyar párt) képviselőinek szavaztak bizalmat”.

## Az etédi gáborok
A romániai Etédben élő gáborokat a helybeliek "sátoros" cigányoknak nevezik, annak ellenére, hogy jómódról tanúskodó házakban élnek a falu egyik végén, és más életmódot folytatnak, mint a kéregető, napszámos "házi cigányok". „Vendégszerető, barátságos, közlékeny, az ország és a világ dolgairól jól informált emberek benyomását keltik” – írja róluk tanulmányában Vass István. Hozzáteszi, hogy a férfiak büszkék rendelésre készülő kalapjaikra, amelyekért nagy összeget is hajlandóak fizetni. Az év jó részét külföldön töltik. Gyermekeiket is magukkal viszik, ennek ellenére azok elvégzik az általános iskola hat-nyolc osztályát, de nem többet, és megtanulnak írni-olvasni. (Ezt más gábor cigányokkal kapcsolatban is feljegyezték.)
A lányok már 13-15 éves korukban férjhez mennek. A fiúk 15-17 évesen házasodnak. A házasságokat a szülők "hozzák össze". A válás, főleg ha gyerek is van, nagyon ritka. A közösségnek vezetője nincs, de példamutató az idősek iránti tisztelet. A házi cigányokat lenézik. Az etédi gáborok többnyire reformátusok (ritkábban adventisták), de templomba nem járnak rendszeresen. (A Marosvásárhely környéki gáborokról viszont azt jegyezték föl, hogy közülük sokan lettek adventisták, és ez jelentős hatással volt életvitelükre.)

## Agyergyóiak
A gáborok nem keverendők össze a „gyergyói cigányokkal”. Ezt ők maguk sem szeretik, mert bár a gyergyóiakkal, akik hasonlóan öltözködnek, ismeretségben állnak, de önmagukat magasabb kulturális fokon állónak gondolják. A két csoportot külsőre csak a gyakorlott szem tudja megkülönböztetni, de a gáboroknak ez könnyen megy. A „gyergyói cigány” férfiak is kalapot és bajuszt viselnek, a gyergyói nők szoknyái azonban rövidebbek, és csipkés díszítéseik is különböznek a gáborokétól.

## Gábor Áron
Nemrégiben felvetett, sokak szerint politikai okokból terjesztett nézet, hogy az 1848-as forradalom ágyúöntő mestere, Gábor Áron is egy rézműves cigány volt. A gáborok elődjükként tisztelik őt, azzal együtt, hogy ezt az elképzelést csak annyi támasztja alá, hogy a cigányok közt szintén sok volt a fémműves.
A többször megismételt kijelentésről 2007-ben vita alakult ki. A székely nemzeti hős cigány származása nem igazolható, sőt Sylvester Lajos, a Háromszék című erdélyi lap főmunkatársa, aki több tanulmányt is írt Gábor Áronról, kifejezetten cáfolta a feltételezést.

## Cigány tematikájú összefoglaló szócikkek
- Cigány népcsoportok
- Romániai cigányok
- Cigány nyelv
- Oláhcigányok
- Cigányok
- Cigány nemzeti jelképek
- Cigány ünnepek